# Roccazzo
Roccazzo, (Ruccazzu in siciliano) è una frazione del comune di Chiaramonte Gulfi, nel Libero consorzio comunale di Ragusa con 640 abitanti.
Sorge,  a 272 metri s.l.m., all'incrocio delle strade che collegano Acate con Chiaramonte Gulfi( la strada provinciale 3) e Comiso con Licodia Eubea(la strada provinciale 5).
Il nome deriva con ogni probabilità dall'esistenza in passato di una rocca o torre.

## Storia
Nel XVI secolo il territorio era suddiviso tra diversi proprietari. Nel XIX secolo all'incrocio sorsero alcune attività commerciali, intorno alle quali si sviluppò l'attuale abitato.

## Economia
Le attività prevalenti sono legate alla viticoltura con produzione di uve da tavola e da vino e la produzione di olio d'oliva.

## Manifestazioni
- Sagra dell'uva (in settembre,organizzata dal 1986 al 2019, e' ritornata nel 2025)

1. ↑  Dato Istat Censimento 2011